# Michail Alekseevič Egorov
Michail Alekseevič Egorov (in russo Михаил Алексеевич Егоров?; Smolensk, 5 maggio 1923 – Demidovskij rajon, 20 giugno 1975) è stato un militare sovietico.
Eroe dell'Unione Sovietica e sergente dell'Armata Rossa, venne riconosciuto ufficialmente come il soldato sovietico che, insieme al sergente Meliton Kantaria, innalzò per primo, durante la battaglia di Berlino alla fine della seconda guerra mondiale in Europa, la bandiera rossa dell'URSS con falce e martello sul tetto del palazzo del Reichstag alle ore 22.50 del 30 aprile 1945
Le svolgimento esatto degli eventi al palazzo del Reichstag il 30 aprile 1945 in realtà non è stato mai chiarito completamente e sembra che in precedenza altri soldati sovietici avessero già innalzato delle bandiere rosse della Vittoria sul colonnato d'ingresso e anche sui piani e sul tetto dell'edificio. I sergenti Egorov e Kantaria, appartenenti alla 150ª Divisione della 3ª Armata d'assalto sovietica, tuttavia erano stati prescelti fin all'inizio dell'azione come gli incaricati di portare il vessillo N. 5 sul luogo simbolico della vittoria dell'Unione Sovietica e a loro venne accreditata ufficialmente l'impresa alle ore 22:50 del 30 aprile 1945.
I due sergenti ricevettero la decorazione di Eroi dell'Unione Sovietica e divennero famosi in tutto il mondo.
Egorov si congedò dall'Armata Rossa nel 1947. È deceduto nel 1975 in un incidente stradale.